# میرپور بتهورو
میرپور بتهورو (به انگلیسی: Mirpur Bathoro) یک تعلقه یا تحصیل در پاکستان است که در ایالت سند واقع شده‌است. میرپور بتهورو ۴ کیلومتر مربع مساحت و ۱۲۵٬۰۰۰ نفر جمعیت دارد و ۳۹ متر بالاتر از سطح دریا واقع شده‌است.